# Yamaguchi (stad)
Yamaguchi (Japans: 山口市,Yamaguchi-shi) is de hoofdstad van de Japanse prefectuur Yamaguchi. Het is de kleinste van de prefectuurhoofdsteden. Op 1 februari 2010 had de stad een geschatte bevolking van 198.971 inwoners. De bevolkingsdichtheid bedroeg 194 inw./km². De oppervlakte van de stad is 1.023,31 km².
Vanaf 1949 heeft de stad een Universiteit. De elektrotechnische industrie is het belangrijkst voor de stad, Yamaguchi is ook bekend vanwege haar traditionele Yamaguchi Hagiyaki keramiek en de Ouchi Lakgoederen.

## Geschiedenis
Yamaguchi werd gesticht door Lord Hiroyo Ouchi, lid van een machtige clan in het Suo-gebied, in het midden van de 14e eeuw, vroeg in de regering van de Muromanchi.
Hiroyo Ouchi kreeg de opdracht van het shogunaat Muromanchi om de gebieden Suo, Nagato en Iwami te beschermen. De plattegrond van Kioto diende als basis voor het ontwerp van de nieuwe stad die in het Yamaguchibassin werd gesticht. Daar was het terrein, zoals Lord Ouchi het graag zag, overeenkomstig het terrein van Kioto. Eerst werden de bestuurlijke gebouwen in het midden van het bassin gebouwd, voordat het land werd heringedeeld in de lengte en breedte. De straten kregen namen met Oji of Koji opdat hun namen klonken als de straten van Kioto.
Lord Ouchi vroeg aan het boeddhistische Heiligdom Kitanotenjin in Kioto of zij een tempel in Yamaguchi wilden bouwen. Zij bouwden de Rurikouji tempel, vandaag een nationaal bekend heiligdom. De tempel heeft een pagoda met vijf verdiepingen. Hij spande zich verder in om Yamaguchi een gerenommeerde stad te maken, hetgeen hem lukte. De rijkdommen van de stad en zijn familie namen toe in de loop van de volgende 200 jaar.
Door de Oninoorlog, die in het midden van de Muromachiperiode woedde in Kioto, vluchtten leden van de hogere klasse en de culturele elite naar Yamaguchi. Onder meer hierdoor werd Yamaguchi bekend als Kioto van het westen. De stad bloeide verder en bond de strijd aan wat met Kioto betreffende prestige. Vandaag de dag is het nog mogelijk om resten van deze bloeiperiode te vinden in rustige stegen van de moderne stad.
Yoshitaka Ouchi was de heer van 7 territoria, zijn rijk strekte zich uit vanaf Chūgoku tot het noordelijk gelegen Kyushu. Volgens Franciscus Xaverius die toen aankwam in Japan, was Yamaguchi haar modernste stad. Helaas was Yoshitaka meer geïnteresseerd in het culturele leven dan zijn politieke. Hij werd door een van zijn hoge ambtenaren verraden, hetgeen tot gevolg had dat de Ouchi-clan werd vernietigd. Na het val van de Ouchi, werd Suo en Nagato aan de Mori-clan toegewezen. Mori bouwde zijn kasteel in Hagi en Yamaguchi raakte in verval. Tijdens het shogunaat van Edo werd Yamaguchi gereduceerd tot een klein bergstad, die grotendeels verlaten was. Echter realiseerden zich de Choshu-clan hoe moeilijk het zou zijn om in een noodsituatie het gebied vanuit het verre Hagi te besturen. Daarom werd de administratie aan het eind van de Edo-tijd vanuit Hagi terugverhuisd naar het meer centraal gelegen Yamaguchi.
Sindsdien heeft Yamaguchi een belangrijke rol gespeeld in het opbouwen van het moderne Japan, hier werd de Meiji-restauratie gepland. In de stad zijn er nog vele herinneringen aan deze tijd.

## Fusies
- Op 16 januari 2010 werd de gemeente Ato (district Abu) aangehecht bij de stad Yamaguchi.[1]

## Geografie
De stad ligt in het midden van de prefectuur met dezelfde naam, in het westen van het eiland Honshu. In de prefectuur volgt de rivier Fushino de Chūgoku-bergrug vanaf het noordoosten tot waar de rivier overgaat in de Straat van Sado in het zuiden.

## Cultuur
In Yamaguchi zijn er meerdere tempels, en ook een rooms-katholieke kathedraal ter herinnering aan het bezoek dat de heilige Francisco Xavier bracht aan de stad in 1550.
Bekende tempels zijn:
- Rurikoji-tempel, met de vijf verdiepingen tellende pagode, gebouwd in 1442;
- Toshunji-tempel, gebouwd in 1572;
- Yamaguchidaijingu (schrijn)
- Ryufukuji-tempel;
- Toyosaka (schrijn)
- Yasakajinja (schrijn)
- Ryuzoji-tempel.

De stad kent ook meerdere festivals zoals het Tanabata Lantarenfestival (6 en 7 augustus) wanneer er tienduizenden rode lantarens in de stad worden opgehangen en verlicht, en het Warme-bronnenfestival van Yuda tijdens de weekenden van april.
In 2015 vond de Wereldjamboree plaats in Yamaguchi.

## De Yamaguchi Stoomlocomotief

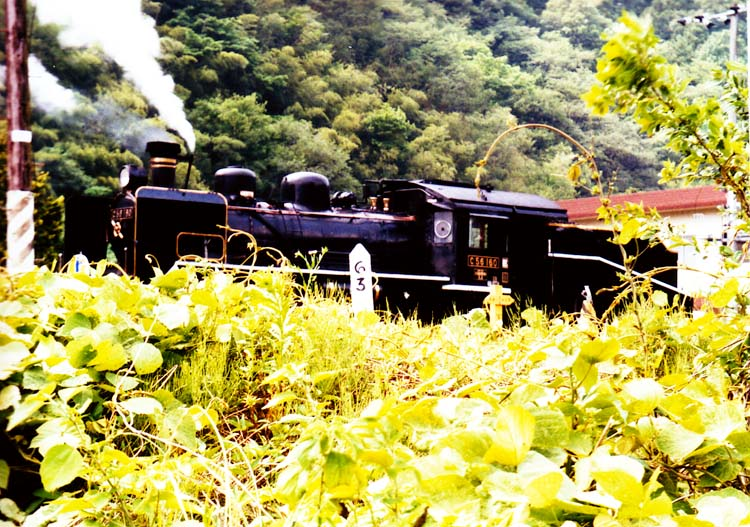
De C-57 SL Yamaguchi

De C-57 SL Yamaguchi, ook wel "The Lady" genoemd vanwege haar elegante lijnen, is een oude stoomlocomotief die een keer per dag met antieke wagens een rondrit maakt tussen de stations Ogori en Tsuwano aan de JR Yamaguchi-lijn. Onderweg worden de stations Yudaonsen en Yamaguchi in de stad Yamaguchi aangedaan.

## Stedenverband
De stad heeft vriendschapsbanden met
- Pamplona in Spanje sinds februari 1980
- Jinan in China sinds september 1985
- Kongju in Zuid-Korea sinds februari 1993

## Geboren
- Hisakichi Toyoda (1912-1976), zwemmer
- Kasumi Ishikawa (1993), tafeltennisster
- Yuya Kubo (1993), voetballer
- Shunsuke Mito (2002), voetballer